# Danmarks armé
Danmarks armé (danska: Hæren) är den danska försvarsmaktens landbaserade vapengren med rötter tillbaka till år 1614.

## Historia
Den danska armén vars rötter går tillbaka till 1614 hade som sin ursprungliga uppgift att motverka konflikter och värna om Danmarks suveränitet och intressen men det har på senare år också handlat om fredsbevarande insatser och respekt för mänskliga rättigheter.
Från början så förde den danske kungen själv befäl över armén och lede den i strid men 1815 bildades fyra generalkommandon och 1808 bildades den danska Generalstaben för att leda arméns förehavanden i fredstid.

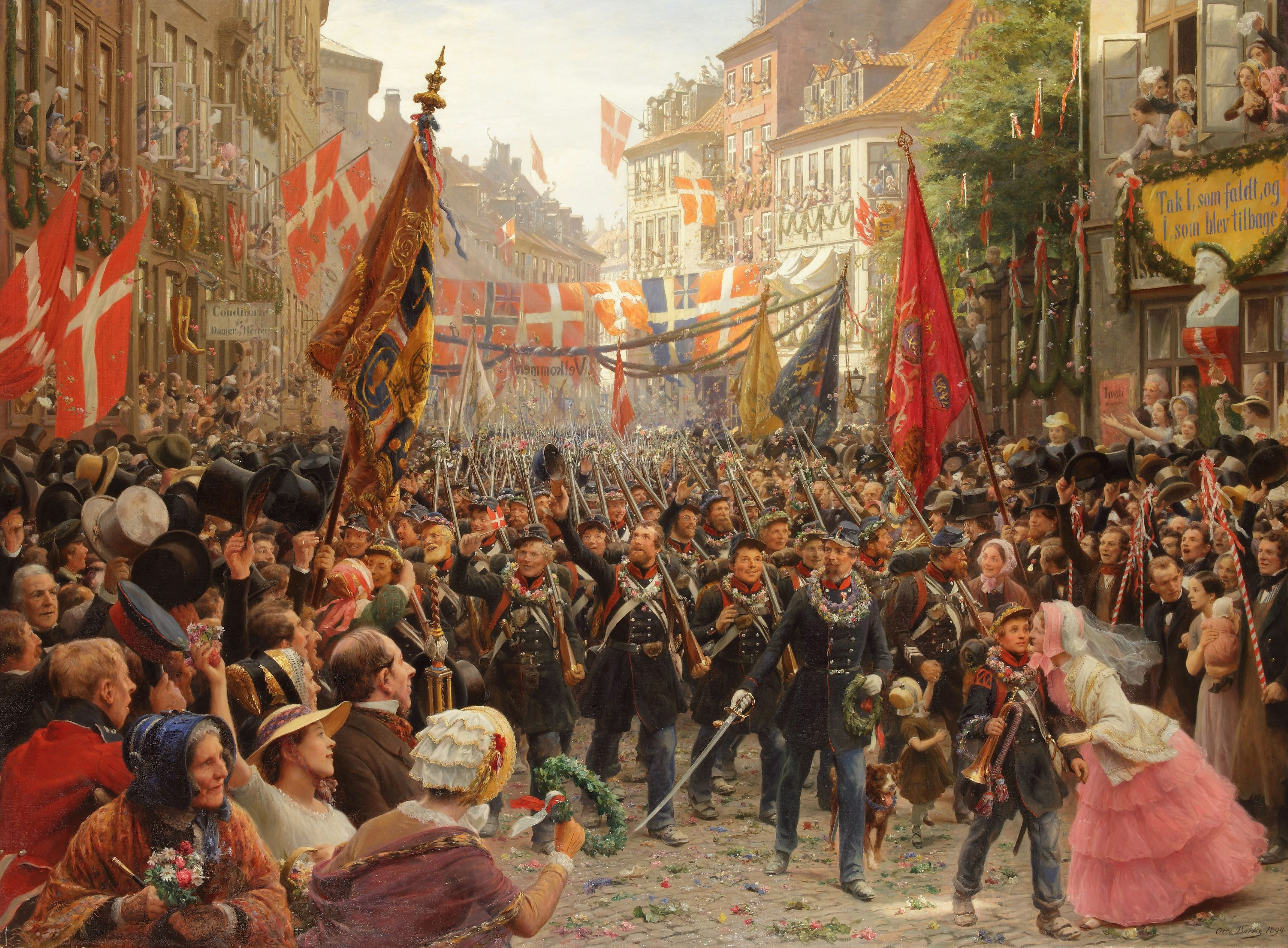
Danska soldater återvänder hem till Köpenhamn efter Slesvig-holsteinska kriget

Historiskt sett har den danska armén deltagit i många olika krig och stred bland annat på Frankrikes sida under Napoleonkrigen och mot Preussen i Slesvig-holsteinska kriget 1848-1851 och i Dansk-tyska kriget 1864 samt i Andra Världskriget mot Tyskland. Armén har också varit involverad i flera krig mot Sverige såsom Karl X Gustavs första danska krig 1657-1658 och samme konungs andra danska krig 1658-1660 och Skånska kriget 1675-1679. Armén har även varit involverad i Stora nordiska kriget mot Sverige där man var allierade med Polen-Litauen och Ryssland samt i Teaterkriget där man stöder Ryssland.
Idag så består den danska arméns förhavanden av internationella fredsbevarande insatser såsom i Kosovo, Afghanistan och Irak.

## Struktur
Danmarks armé leds genom Hærstaben som är en del av Værnsfælles Forsvarskommando vars chef är Danmarks försvarschef. I fredstid organiseras armén i ett antal olika enheter, vid insats lyder förband ur utbildningsorganisationen under 1. eller 2. Brigaden.

### Indelning

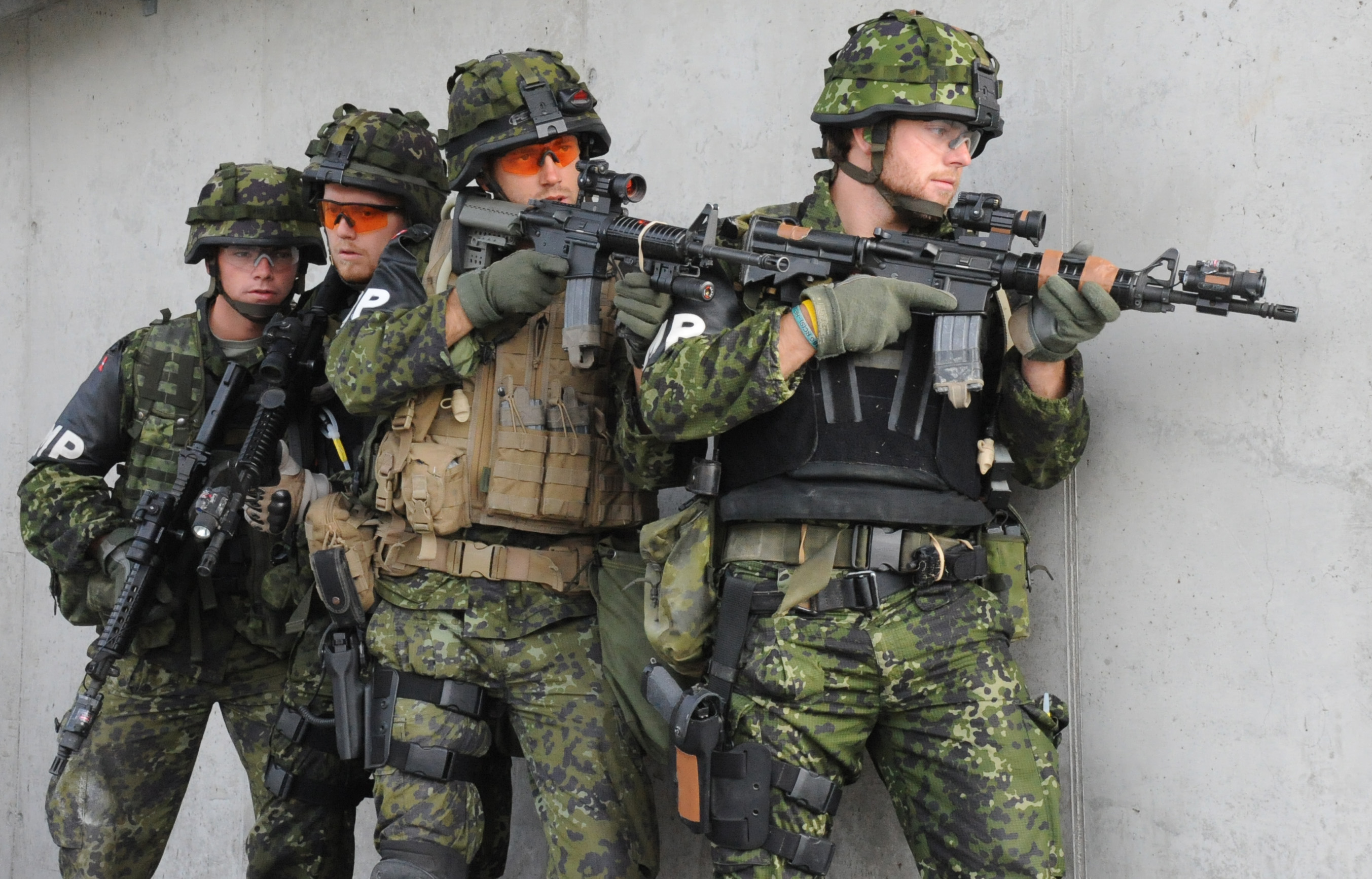
Danska militärpoliser

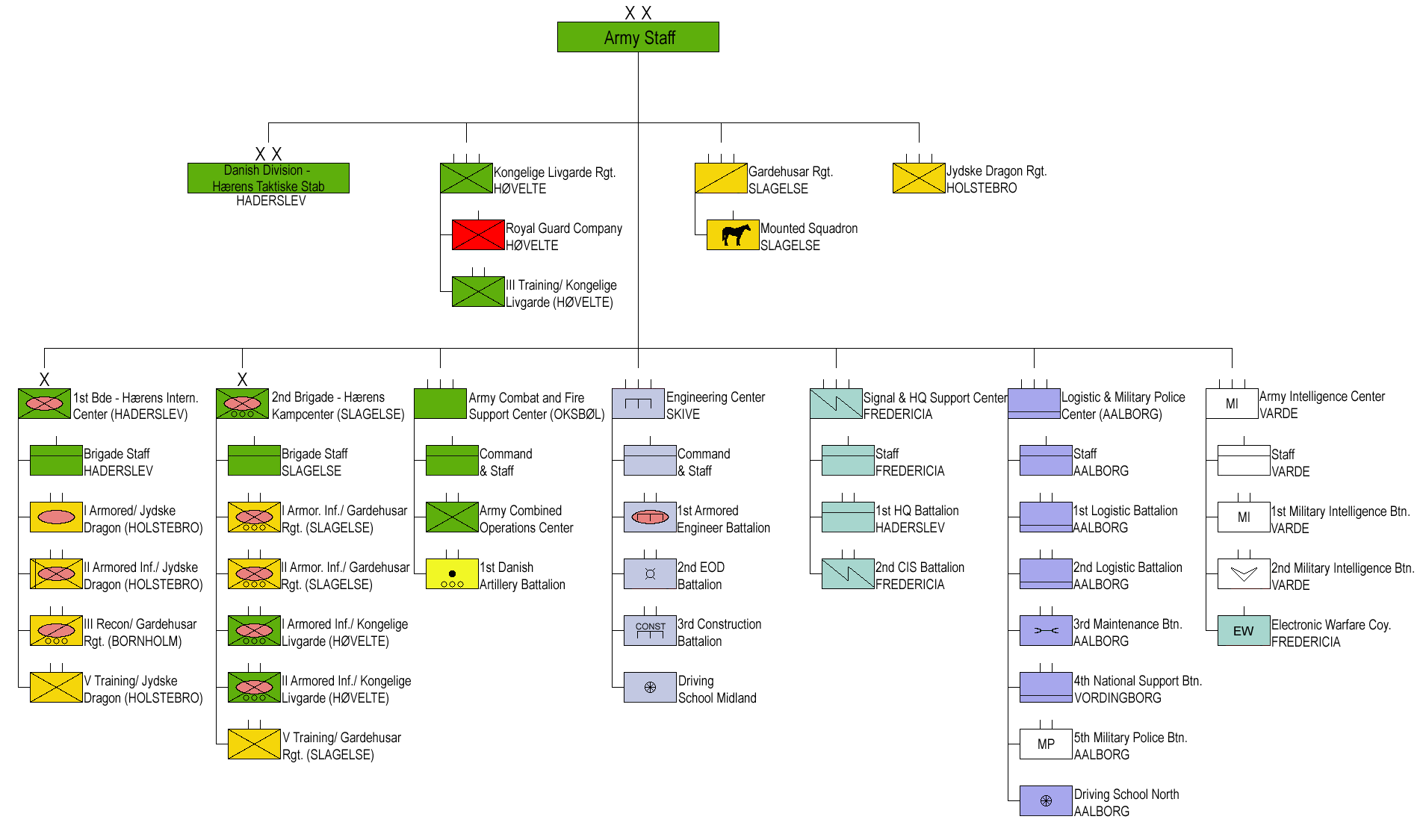
Danska arméns struktur 2011

Danmarks armé består av följande enheter i fredsorganisationen (2018):
 Hærstaben
- Danske Division, Hærens Taktiske Stab
- 1. Brigade, Hærens Internationale Center
- 2. Brigade, Hærens Kampcenter
- Truppslagscentrum
  - Hærens Kamp- og Ildstøttecenter
  -  Ingeniørregimentet, Forsvarets Ingeniør- og CBRN-center
  -  Telegrafregimentet, Forsvarets Føringsstøttecenter
  -  Trænregimentet, Hærens Logistikcenter og Forsvarets Militærpoliticenter
  -  Hærens Efterretningscenter
- Skolor
  - Hærens Sergentskole
  - Hærens Officersskole
- Övriga regementen
  -  Den Kongelige Livgarde
  -  Gardehusarregimentet
  -  Jydske Dragonregiment